# ميخائيل بيرس
ميخائيل بيرس (3 سبتمبر 1869 بسيدني في أستراليا - 4 فبراير 1913) (بالإنجليزية: Michael Pierce)‏ هو لاعب كريكت أسترالي.

## وصلات خارجية
- ميخائيل بيرس على موقع إي آس بي آن كريك إنفو (الإنجليزية)